# Antonio Bernardini
Antonio Bernardini (Barletta, 14 maggio 1957) è un diplomatico italiano.

## Biografia
Antonio Bernardini si laurea in Scienze politiche all'Università degli Studi di Bari nel 1981. Entra al Ministero degli Affari Esteri come volontario della carriera diplomatica nel 1984. Dopo un anno all'Istituto Diplomatico, dal 1º gennaio 1985 lavora come secondo segretario alla Direzione Generale Emigrazione e Affari Sociali. Dal 1º settembre 1987 lavora come secondo segretario all'Ambasciata a New Delhi e dopo un anno diviene primo segretario di legazione. Dal 1990 a 1994 è primo segretario commerciale alla Rappresentanza permanente d'Italia presso le Organizzazioni Internazionali in Ginevra ove segue i negoziati dell'Uruguay Round e negozia per l'Italia l'Accordo Generale sul Commercio nei Servizi (GATS). Il 1º maggio 1994 passa al grado di consigliere di legazione. Dal 1996 al 2001 è a capo dell'ufficio economico-commerciale dell'Ambasciata d'Italia a Tokyo e coordina le attività relative all'Anno dell'Italia in Giappone. 
Raggiunto il grado di consigliere di ambasciata nel 2000, dal 20 agosto 2001 è primo consigliere alla Rappresentanza permanente presso le Nazioni Unite in New York. Il 2 gennaio 2006 è nominato ministro plenipotenziario.
Consigliere diplomatico del Ministro dell'Ambiente e della Tutela del Territorio e del Mare del Governo Prodi dal 21 dicembre 2006. Confermato, per cambiamento di Governo, in posizione di fuori ruolo presso lo stesso Dicastero con il medesimo incarico (Governo Berlusconi) dal  8 maggio 2008. 
Il 24 agosto 2010 è ministro plenipotenziario alla Rappresentanza permanente presso le Nazioni Unite con titolo e rango di Ambasciatore. Nel 27 dicembre dello stesso anno riceve l'onorificenza di Commendatore dell'Ordine al Merito della Repubblica.
Il 31 dicembre 2013 è nominato vice segretario Generale del Ministero degli Affari Esteri.
Dal 1º luglio 2016 al 6 gennaio 2020 è stato ambasciatore d'Italia in Brasile e in Suriname.
Dal 7 gennaio 2020 è stato Rappresentante Permanente d'Italia presso le Organizzazioni Internazionali a Parigi.
Nominato al grado di Ambasciatore il 21 gennaio 2022, è stato collocato a riposo il 1º giugno 2022 per raggiunti limiti d'età.
Presidente della Commissione del Concorso per l'accesso alla Carriera Diplomatica nel 2022.
Docente presso al Scuola di Polizia Economica e finanziaria della Guardia di Finanza.

## Onorificenze
Ordine del Sol Levante – Decorazione Raggi in oro con Nastro, Giappone 2001
Cavaliere di Gran Croce al Merito Melitense del Sovrano Ordine di Malta 2016
Grande Ufficiale dell’Ordine della Stella d’Italia, 2016
Grande Croce dell’Ordine del Merito Giudiziario del Lavoro, Brasile 2018 
Grande Croce dell’Ordine Nazionale del Cruzeiro do Sul, Brasile 2019